# Dariusz Łyszczarczyk
Dariusz Łyszczarczyk (ur. 17 lutego 1975 w Zakopanem) – polski hokeista, reprezentant Polski.
Jego syn Alan (ur. 1998) także został hokeistą.

## Kariera
- Podhale Nowy Targ (1993-2008)
- GKS Jastrzębie (2008-2009)

Jako uczeń Szkoły Podstawowej nr 7 w Sanoku startował w zawodach dwuboju w łyżwiarstwie szybkim (1989). Przez całą karierę hokejową był związany z macierzystym Podhalem, zaś ostatni sezon rozegrał w barwach drużyny z Jastrzębia-Zdroju.
Występował w juniorskich kadrach Polski, w seniorskiej reprezentacji uczestniczył w turniejach mistrzostw świata Grupy B w 1996 i 1997.

## Sukcesy
Klubowe
- Złoty medal mistrzostw Polski (4 razy): 1995, 1996, 1997, 2007 z Podhalem Nowy Targ
- Srebrny medal mistrzostw Polski (1 raz): 1998 z Podhalem Nowy Targ
- Brązowy medal mistrzostw Polski (3 razy): 1999, 2006, 2008 z Podhalem Nowy Targ
- Puchar Polski (2 razy): 2003, 2004 z Podhalem Nowy Targ
- Finał Pucharu Polski (2 razy): 2000, 2005 z Podhalem Nowy Targ
- Mistrzostwo Interligi (1 raz): 2004 z Podhalem Nowy Targ